# Vahan (commandant byzantin)
Vahan (? - 636) est un général byzantin d'origine arménienne actif sous le règne d'Héraclius, dans les années 630. Il est particulièrement connu pour avoir dirigé les troupes byzantines lors de la bataille du Yarmouk (15-20 août 636) contre les Arabes qui débouche sur une lourde défaite byzantine et probablement sur la mort de Vahan.

## Biographie
Rien n'est connu des origines et du début de la vie de Vahan. Il n'apparaît pour la première fois dans les sources qu'en 634. À cette date, la Syrie et la Palestine, détenues par les Byzantins, sont attaquées par les forces du califat des Rachidoune. Il occupe alors le poste de gouverneur d'Émèse.
Toutefois, c'est en tant que général en chef des armées byzantines qui mènent la contre-attaque contre les Musulmans en 636 qu'il est particulièrement connu. En effet, cette campagne oblige les Musulmans à se retirer des territoires conquis pour se regrouper et provoquer une bataille rangée. C'est ainsi qu'elle aboutit à la confrontation décisive connue sous le nom de bataille du Yarmouk, à l'extrême sud-ouest de la Syrie. S'il dirige l'ensemble des troupes byzantines, il doit composer avec un ensemble de généraux influents comme Théodore Trithyrius notamment, avec lequel il a de mauvaises relations. Cette division de l'autorité affaiblit l'armée byzantine, qui est aussi parcourue par des tensions, notamment entre les Arméniens, les Byzantins et les Arabes chrétiens qui la composent. 
Après avoir tenté de négocier en vain avec son adversaire, Vahan décide d'engager le combat. Lors des premiers jours de la bataille, il tente à plusieurs reprises de percer l'une des deux ailes musulmanes, à chaque fois sans réussite. Il est notamment à chaque fois pris en défaut par l'intervention de la cavalerie légère d'élite musulmane, utilisée comme force de secours quand l'une des parties du front musulman est sur le point de céder. Le cinquième jour, face à l'épuisement et à la démoralisation des troupes, il tente de négocier avec le général musulman Khalid ibn al-Walid, sans résultats. Le lendemain, les Arabes passent à l'offensive et parviennent à tourner le flanc gauche des Byzantins. Vahan ne parvient pas à rétablir la situation à temps et rapidement, c'est l'ensemble de son armée qui est en déroute, d'autant que Khalid a pris soin de couper la principale voie de retraite des Byzantins. De nombreux soldats byzantins périssent ou sont faits prisonniers. Le sort de Vahan n'est pas connu avec certitude. Il est généralement admis qu'il meurt dans les jours qui suivent la bataille, lors d'un affrontement entre les troupes byzantines en retraite et les poursuivants arabes mais il est peut-être mort le dernier jour de la bataille. Enfin, il est aussi possible qu'il décide de devenir moine à la suite de cet échec d'une ampleur considérable, puisqu'il entraîne d'importantes pertes territoriales pour l'Empire byzantin. Quoi qu'il en soit, sa disparition, en plus de celle de nombreux généraux de l'armée byzantine, est un symbole de la déroute byzantine et de l'importance des pertes subies.
Certaines sources byzantines défendent l'idée qu'une partie des troupes byzantines se sont soulevées au moment de la bataille et ont proclamé Vahan empereur. Un tel événement serait symptomatique du faible moral et de l'indiscipline des troupes byzantines. Toutefois, Walter E. Kaegi estime qu'il s'agit d'une invention destinée à dédouaner Héraclius de la responsabilité de la défaite. Il est difficile d'estimer la part de responsabilité exacte de Vahan dans cette défaite, étant donné que son autorité n'est pas absolue sur ses troupes et que d'autres généraux entendent faire prévaloir leur point de vue. Toutefois, on peut noter qu'en dépit de sa supériorité numérique, il n'est jamais parvenu à masser suffisamment d'hommes sur un point du front de manière à briser le dispositif musulman.